# Molala
I Molala (o Molale, Molalla, Molele) sono un popolo di Nativi americani appartenente all'area culturale dell'altopiano nelle Cascate dell'Oregon e in Oregon centrale, Stati Uniti. Essi appartengono alle Tribù Confederate della Comunità di Grand Ronde in Oregon, con 141 degli 882 membri che, negli anni '50 rivendicavano la discendenza Molala. Anche le Tribù Confederate degli Indiani Siletz hanno rappresentanti Molala tra le loro Tribù e Bande. La Riserva di Siletz fu istituita nel 1855, le Tribù della Costa, Willamette e Umpqua (subito dopo vennero aggiunte le Tribù di Rogue River e Shasta). I Molala sono una delle Tribù che nel 1855 firmarono il Trattato di Willamette Valley (alias Trattato Kalapuya, ecc.).

## Lingua
La lingua Molala faceva parte della famiglia delle lingue penuti dell'altopiano. In precedenza era considerata una lingua isolata. Attualmente, la lingua Molala è estinta.

## Storia
Il territorio ancestrale dei Molala era situato a Sud del fiume Columbia, con varie zone occupate per lo sfruttamento delle risorse stagionali. Durante l'inverno i membri della nazione Molala risiedevano nei pressi dell'odierna Tygh Valley. Durante la primavera i Molala si trasferivano in un sito lungo il Deschutes River nei pressi dell'attuale Antelope. Lì, raccoglievano scorte di pesce, includendo il salmone rosso e la trota iridea del fiume Columbia. Per tutta l'estate e l'autunno, si trasferivano nella zona dell'odierna Wapinitia, dove scavavano per raccogliere i tuberi di quamash e Sagittaria latifolia, insieme a bacche regionali.
Tradizionalmente i Molala occupavano le pendici occidentali della Catena delle Cascate. Trasferendosi in una parte della Willamette Valley, i Molala dovettero lottare contro gruppi di guerrieri Cayuse che occasionalmente attaccavano i loro insediamenti per catturare schiavi. Durante l'ultima incursione nota dei Cayuse, probabilmente verso la fine degli anni 1820, venne ucciso un Molala di alto rango. Un Clackamas venne usato come intermediario tra i soldati dei locali Molala e gli autori dell'incursione Cayuse per organizzare una seconda battaglia. Il combattimento, probabilmente, ebbe luogo presso Minto Pass, e durò per due giorni; i Molala lo considerarono una vittoria.
Nel 1848 il capo guerriero Molala, Loshuk (Dito Storto) guidò 150 guerrieri (Molala, Klamath, Umpqua, Rogue, Atsugewi, Achomawi, Modoc) contro gli uomini bianchi nella Willamette Valley, ma essi subirono un'imboscata vicino al Butte Creek e il loro villaggio sulla riva dell'Abiqua Creek venne attaccato. Dito Storto e i suoi guerrieri presero parte alla Guerra Cayuse, come alleati delle tribù loro affini.